# Municipio de Hurricane (condado de Lincoln)
El municipio de Hurricane (en inglés, Hurricane Township) es una subdivisión territorial del condado de Lincoln, Misuri, Estados Unidos. Según el censo de 2020, tiene una población de 4152 habitantes.

## Geografía
Está ubicado en las coordenadas 39°10′21″N 90°49′23″O / 39.17250, -90.82306 (39.172448, -90.823179). Según la Oficina del Censo de los Estados Unidos, tiene una superficie total de 270.58 km², de la cual 260.45 km² corresponden a tierra firme y 10.13 km² es agua.

## Demografía
Según el censo de 2020, hay 4152 personas residiendo en la zona. La densidad de población es de 15,94 hab./km². El 91,50 % son blancos, el 1,81 % son afroamericanos, el 0,51 % son amerindios, el 0,10 % son isleños del Pacífico, el 0,24 % son asiáticos, el 0,19 % son de otras razas y el 5,66 % son de una mezcla de razas. Del total de la población, el 1,97 % son hispanos o latinos de cualquier raza.